# Les Seigneurs de la guerre (film, 2007)
Pour les articles homonymes, voir Les Seigneurs de la guerre.
Pour plus de détails, voir Fiche technique et Distribution.
Les Seigneurs de la guerre (投名状, Tóu míng zhuàng) est un film chinois de Peter Chan réalisé en 2007.

## Synopsis
En Chine, la fin du XIXe siècle est marquée par la décadence de la dynastie mandchoue des Qing, et par la révolte des Taiping. C'est la guerre civile incessante parmi les armées alors que le peuple meurt de faim.
Le hasard réunit trois hommes, un général déchu (Jet Li), un chef de village (Andy Lau) et son bras droit (Takeshi Kaneshiro). Le pacte de ces trois hommes se transforme en une guerre suicidaire.

## Fiche technique
- Titre : Les Seigneurs de la guerre
- Titre original : 投名状, Tóu míng zhuàng
- Réalisation : Peter Chan
- Scénario : Chun Tin-nam et Guo Junli
- Chorégraphie : Ching Siu-tung
- Directeur artistique : Yee Chung-man
- Décors : Yee Chung-man
- Photo : Arthur Wong
- Producteurs : Peter Chan, Andre Morgan
- Distribution : Media Asia Films Ltd, ARP Sélection
- Langue : Mandarin
- Pays d'origine : Hong Kong, Chine
- Format : Couleurs - 2,35:1 - Dolby Digital - 35 mm
- Genre : Drame, historique
- Durée : 110 minutes
- Dates de sortie en salles : 
  -  Chine : 12 décembre 2007
  -  France : 28 janvier 2009

## Distribution
- Jet Li  (VF : Mathieu Buscatto ; VQ : Sylvain Hétu) : général Pang Qing-yun
- Andy Lau  (VQ : Louis-Philippe Dandenault) : Cao Er-hu
- Takeshi Kaneshiro : Zhang Wen-xiang
- Xu Jinglei  (VF : Laurence Bréheret ; VQ : Karine Vanasse) : Lian

## Prix
En 2008, Les Seigneurs de la guerre a obtenu près de treize récompenses[évasif] et plus d'une quinzaine de nominations à travers différentes remises de prix prestigieuses. 
- Aux Asian Film Awards, le film reçoit le prix des Meilleurs effets spéciaux et cinq autres nominations dont celles du Meilleur film, du Meilleur acteur pour Jet Li et du Meilleur réalisateur pour Peter Chan.
- La qualité de ses effets spéciaux est aussi récompensée par le prix du jury du Festival du film étudiant de Pékin la même année.
- À la 45e cérémonie des Golden Horse Awards, le film reçoit les prix du meilleur film, meilleur réalisateur, meilleurs effets spéciaux et Meilleure bande originale ainsi que huit autres nominations dans d'autres catégories.
- Mais c'est aux Hong Kong Film Awards 2008 que le film rafle le plus grand nombre de récompenses. Celles du Meilleur film, du meilleur réalisateur, de la meilleure photographie, de la meilleure direction artistique, des meilleurs costumes, maquillage et effets spéciaux et du meilleur acteur pour Jet Li, alors qu'Andy Lau était lui aussi nommé pour cette dernière catégorie.

## Divers
- Le film commence par un intertitre expliquant que la révolte des Taiping causa la mort de 50 millions de personnes, ce qui est historiquement faux car plus proche de 20 millions[réf. nécessaire].